# ميمات الإنترنت الإيطالية العبثية

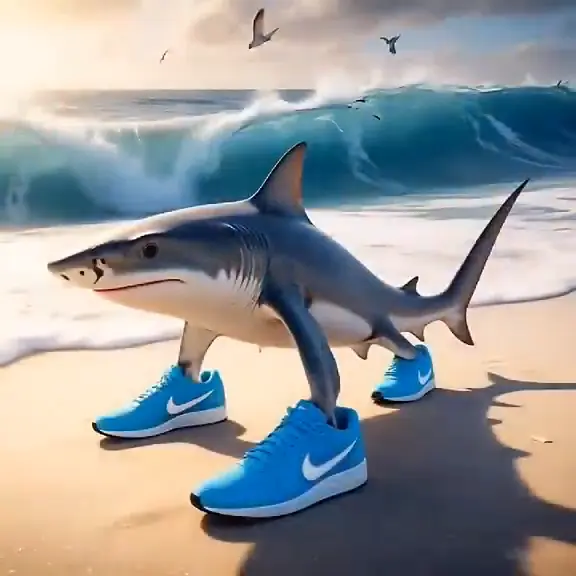
ترالاليرو ترالالا، قرش ثلاثي الأرجل يرتدي حذاء رياضيًا أزرق، أحد الشخصيات الرئيسية في تعفن الدماغ الإيطالي

تعفن الدماغ الإيطالي ((بالإنجليزية: Italian brainrot)) هو ميم إنترنت سريالي ظهر في أوائل عام 2025، يتميز بصور ومقاطع فيديو لكائنات غير تقليدية تم إنشاؤها باستخدام الذكاء الاصطناعي التوليدي، وتحمل أسماء مستوحاة من الثقافة الإيطالية أو لهجاتها. انتشر الميم بسرعة عبر منصات التواصل الاجتماعي مثل تيك توك وإنستغرام، بفضل مزيجه من التعليقات الصوتية المولدة التي تحاكي اللهجة الإيطالية، والصور البصرية غير المألوفة، والسرديات غير المترابطة. يُستخدم مصطلح "تعفن الدماغ" للإشارة إلى المحتوى الإلكتروني غير المحفز فكريًا أو إلى التأثير المتدهور لاستهلاكه المفرط، وقد اختير كـكلمة العام حسب قاموس أكسفورد لعام 2024.

## خلفية
مصطلح "تعفن الدماغ" ((بالإنجليزية: brain rot)) ظهر في أوائل العقد الأول من القرن الحادي والعشرين مع انتشار منصات التواصل الاجتماعي، ويُستخدم لوصف المحتوى الذي يُعتبر غير محفز فكريًا أو يُسبب تدهورًا في القدرات العقلية عند التعرض المفرط له. تطور المصطلح ليشمل أنواعًا مختلفة من الميمات السريالية والفكاهة الساخرة، وأصبح يُرتبط بشكل متزايد بالمحتوى المولد بالذكاء الاصطناعي، المعروف بـ"حثالة الذكاء الاصطناعي"، وهو محتوى غالبًا ما يكون غير مترابط أو مبالغ فيه بصريًا. في عام 2025، ظهر "تعفن الدماغ الإيطالي" كفرع من هذه الظاهرة، مستفيدًا من أدوات الذكاء الاصطناعي التوليدي مثل مولدات الصور (مثل DALL·E أو Midjourney) ومولدات الصوت لخلق كائنات وشخصيات غريبة تحمل أسماء إيطالية، مضيفة طابعًا كوميديًا بسبب التناقض بين المحتوى غير التقليدي والعناصر الثقافية الإيطالية.

## وصف
يتميز "تعفن الدماغ الإيطالي" بمحتوى يعتمد على الذكاء الاصطناعي التوليدي لخلق كائنات هجينة تجمع بين عناصر متنوعة مثل الحيوانات، الأشياء اليومية، الأطعمة، الأسلحة، أو العناصر الخيالية. تُطلق على هذه الكائنات أسماء تحمل طابعًا إيطاليًا أو تُستخدم رموز ثقافية نمطية (مثل اللهجة الإيطالية أو الإشارات إلى الطعام)، وتُصاحب بتعليقات صوتية مولدة غالبًا ما تكون غير مترابطة منطقيًا، مما يعزز الطابع السريالي للميم. يعكس الميم مزيجًا من السريالية، القلق البصري (uncanny valley)، وفكاهة جيل زد المعاصرة التي تُعرف بـما بعد السخرية.
بدأ الميم على تيك توك في 13 يناير 2025 مع شخصية "ترالاليرو ترالالا" التي أنشأها المستخدم @eZburger401 (حُذف حسابه لاحقًا)، وأشاعها المستخدم @noxaasht. بحلول مارس 2025، انتشر الميم إلى إندونيسيا، الولايات المتحدة، وأوروبا، واستُخدم في حملات تسويقية من قِبل علامات تجارية. كما ألهم الميم إنشاء عملات ميم رقمية شديدة التقلب مثل "ترالاليرو ترالالا" التي ارتفعت قيمتها بنسبة 17000% في أبريل 2025.

## الشخصيات
يضم "تعفن الدماغ الإيطالي" مجموعة متنوعة من الشخصيات المميزة التي أُنشئت باستخدام أدوات الذكاء الاصطناعي التوليدي. فيما يلي أبرزها:

### ترالاليرو ترالالا

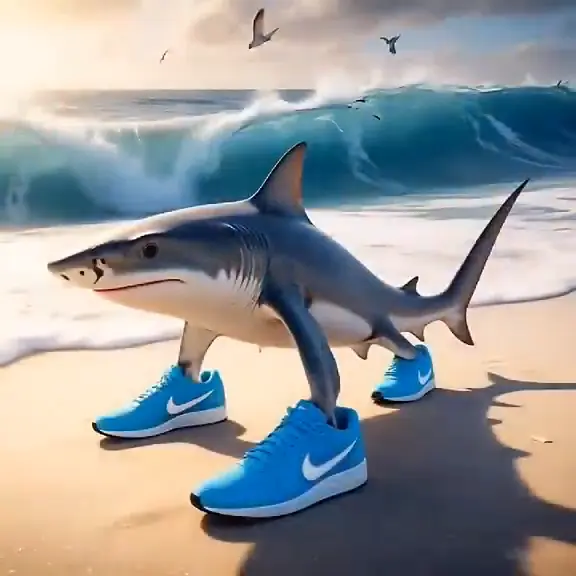
ترالاليرو ترالالا، قرش ثلاثي الأرجل يرتدي حذاء رياضيًا أزرق

شخصية تُصور قرشًا بثلاث أرجل يرتدي حذاء رياضيًا أزرق. غالبًا ما تُظهر وهي تقفز أو تتفاعل مع شخصيات أخرى مثل بومبارديلو كروكوديلو، مصحوبة بتكرار عبارة "ترالاليرو ترالالا". كانت هذه الشخصية الأولى التي اكتسبت شهرة واسعة في يناير 2025، مما مهد الطريق لانتشار الميم.

### بومبارديلو كروكوديلو

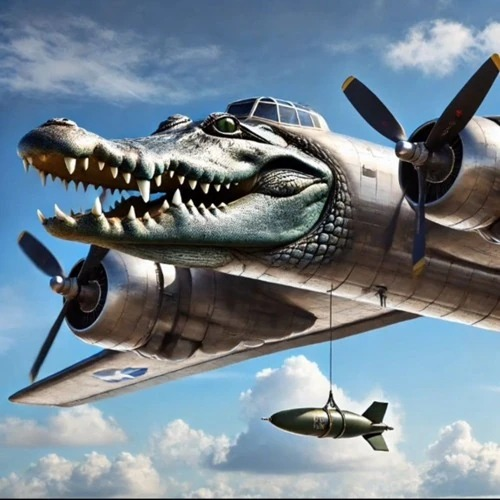
بومبارديلو كروكوديلو، طائرة قاذفة قنابل برأس تمساح

كائن هجين يجمع بين رأس تمساح وجسم طائرة قاذفة قنابل عسكرية. تُصور الشخصية أحيانًا في سياقات عسكرية أو هجومية، مما أثار جدلاً بسبب استخدامها في بعض المقاطع< يُوصف بأنه يقصف الأطفال في غزة.

### تونغ تونغ تونغ سحور
شخصية خشبية مؤنسنة تشبه الهراوة الهندية، تمسك بمضرب بيسبول. اسمها يُحاكي صوت قرع الطبول المستخدم في إندونيسيا للإعلان عن السحور خلال شهر رمضان. أُنشئت بواسطة المستخدم @noxaasht في فبراير 2025، وأصبحت ميمًا مستقلًا مرتبطًا بتقاليد رمضان في إندونيسيا.

### بونيكا أمبالابو

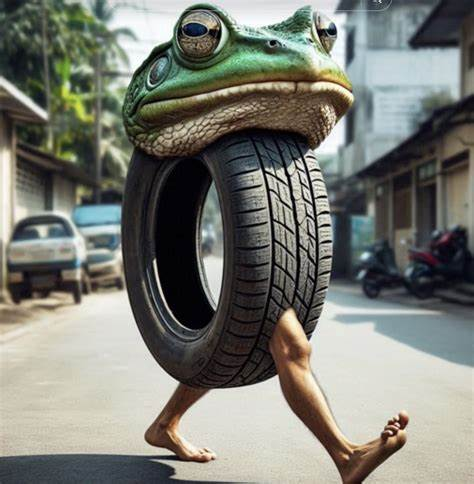
بونيكا أمبالابو، ضفدع شجر بأرجل بشرية وجسم إطار سيارة

كائن مؤنسن يجمع بين ضفدع شجر، أرجل بشرية، وجسم إطار سيارة. تُصور هذه الشخصية كمزيج غريب من العناصر الطبيعية والصناعية، مما يعزز الطابع السريالي للميم.

### ليريلي لاريلا
كائن هجين يجمع بين صبار وفيل، يرتدي صندلاً، ويتميز بتعليق صوتي شعري يشبه الترنيم، مما يضيف طابعًا موسيقيًا إلى الميم.

### باليرينا كابتشينا
راقصة باليه برأس كوب كابتشينو، ترتدي تنورة باليه قصيرة وحذاء بوانت. تُظهر وهي تدور برشاقة في حركة الدوران، مما يبرز التباين بين العناصر اليومية (مثل الكابتشينو) والفن الكلاسيكي (رقص الباليه).

### برر برر باتابم
هو كائن هجين يجمع بين بابون وشجرة.

### تروليمارو ترولتشينا
كائن هجين يجمع بين قطة وسمكة.

## التأثير الثقافي
أصبح "تعفن الدماغ الإيطالي" ظاهرة ثقافية عالمية، حيث انتشر عبر منصات التواصل الاجتماعي مثل تيك توك، إنستغرام، وإكس، وجذب جمهورًا متنوعًا من الجيل زد وما بعده. في إندونيسيا، تم تبني شخصية "تونغ تونغ تونغ سحور" خلال شهر رمضان كرمز محلي يعكس تقاليد السحور، مما أضاف بُعدًا ثقافيًا إقليميًا إلى الميم. في الغرب، استُخدم الميم في حملات تسويقية من قِبل علامات تجارية تسعى للاستفادة من شعبيته بين الشباب.
كما ألهم الميم إنشاء عملات ميم رقمية مثل "ترالاليرو ترالالا"، التي شهدت ارتفاعًا مذهلاً بنسبة 17000% في قيمتها في أبريل 2025، مما يعكس تأثيره على الاقتصاد الرقمي، على الرغم من تحذيرات الخبراء من تقلباتها. يُعتبر الميم مثالاً على كيفية استخدام الذكاء الاصطناعي لخلق محتوى إبداعي يتجاوز الحدود الثقافية، مع تعكس في الوقت ذاته هوية رقمية معاصرة تعتمد على الفكاهة والمفارقة.

## الجدل
أثارت بعض شخصيات "تعفن الدماغ الإيطالي" جدلاً بسبب محتواها. اتُهمت شخصية "ترالاليرو ترالالا" بـمعاداة الإسلام بسبب تعليقات صوتية تحتوي على عبارات باللغة الإيطالية اعتُبرت مسيئة من قِبل بعض المستخدمين، خاصة تلك التي تسخر من الله. ومع ذلك، رأى بعض المستخدمين الإيطاليين أن هذه التعليقات كانت مجرد تجديف عام وليست موجهة ضد دين معين.
كما نُقدت شخصية "بومبارديلو كروكوديلو" بشدة بسبب استخدامها في مقاطع فيديو تحتوي على تعليقات صوتية تمزح بشأن قصف الأطفال في غزة، مما اعتُبر استهزاءً بـالصراع الفلسطيني. أثارت هذه المقاطع غضبًا واسعًا، حيث طالب نشطاء على منصات التواصل الاجتماعي بحظر المحتوى، معتبرين أنه يقلل من خطورة القضايا الإنسانية. استجابت بعض المنصات بحذف مقاطع معينة، لكن الميم استمر في الانتشار بأشكال أخرى.

## ردود الفعل العامة
استقبل الجمهور "تعفن الدماغ الإيطالي" بتباين كبير. اعتبره البعض تعبيرًا إبداعيًا عن الفكاهة السريالية التي تميز الجيل زد، حيث يمزج بين التقنية الحديثة (الذكاء الاصطناعي) والثقافة الشعبية بطريقة مبتكرة. وجد آخرون أن الميم تافه أو مبالغ فيه، مشيرين إلى أنه يعكس "التدهور الثقافي" المرتبط باستهلاك المحتوى غير المحفز فكريًا. أشارت تقارير إعلامية إلى أن الميم يعكس هوية رقمية معاصرة تجمع بين السخرية، الإبداع، والوعي الذاتي بالطبيعة العابرة للمحتوى الإلكتروني.
في الأوساط الأكاديمية، ناقش باحثون في الثقافة الرقمية كيف يُظهر الميم قدرة الذكاء الاصطناعي على إعادة تشكيل الفكاهة والهوية الثقافية، لكنهم حذروا من مخاطر استخدامه في سياقات حساسة سياسيًا أو دينيًا. أثارت هذه المناقشات تساؤلات حول حدود الفكاهة في العصر الرقمي ومسؤولية منشئي المحتوى.

## ملحوظات
- اسم "ترالاليرو ترالالا" بحد ذاته ليس له معنى محدد باللغة الإيطالية.